# 建木
建木在中國传说是众神登天时当作梯子用的树，连接天界与凡间，传说为黄帝制作。
建木高没有分枝，树顶与树底下分别有盘桓曲折的树枝和树根。它的叶子像网一样（一说叶子尖锐），为青色。树干和刺榆树很像，是紫色的。花是黑色的。果实为黄色，与栾树的果实很像。整棵树形状像牛，树皮很容易剥落。立在地上没有影子生长于弱水边。